# 비토 마노네
비토 마노네(이탈리아어: Vito Mannone, 1988년 3월 2일, 이탈리아 데시오 ~ )는 이탈리아의 축구 선수로, 포지션은 골키퍼이다. 그는 현재 프랑스 리그 1의 릴에서 뛰고 있다.

## 선수 경력

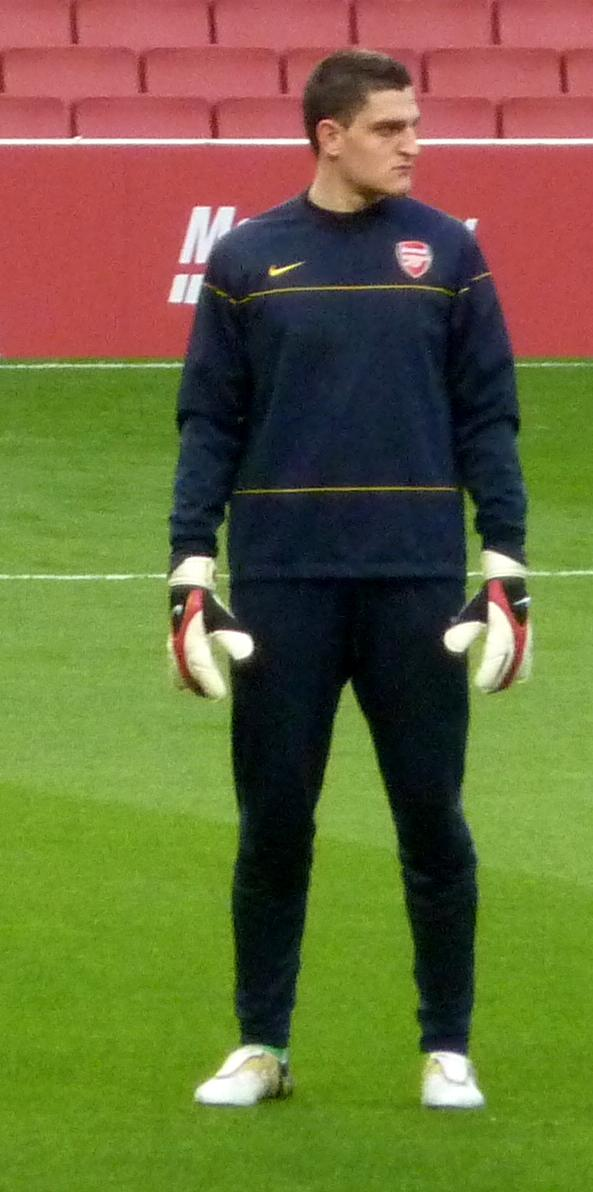
마노네가 아스널에서 활동하던 모습

비토 마노네는 아탈란타 유소년 팀을 거쳤으며 2005년 아스널로 이적하였고 2006년 반즐리로 임대 이적하였다. 아스널에서 2009-10 시즌에는 마누엘 알무니아와 우카시 파비안스키를 대신해서 출전하였고 2009년 9월 16일에 열린 아스널과 스탕다르 리에주의 UEFA 챔피언스리그 조별 예선 경기(아스널이 3-2로 승리)에 출전하였다. 그 후 2010년 10월 풋볼 리그 챔피언십의 헐 시티 AFC로 임대 이적하였다. 2012년 시즌이 시작되기전에 다시 아스널로 돌아왔다.
2013년 선더랜드로 이적하였고 등번호는 25번을 배정 받았다.
2009년 이탈리아 U-21 대표팀 선수로 발탁되었다.

## 아스날
데시오에서 태어나 아직 프로계약을 맺기 전인 2005년 여름에 아르센 벵거감독에 의해 아탈란타 BC를 떠나 아스날에 35만 파운드의 이적료로 3년 계약을 맺으며 합류한다. 2005년 7월 16일 바넷 FC와의 프리시즌 친선경기에서 데뷔했다. 팀은 4:1 승리로 끝났다.

### 2006-07 시즌 반슬리로의 임대
2006년 8월 18일 챔피언십리그 클럽인 반즐리 FC로 3개월 임대를 떠난다. 2006년 8월 22일 리그컵 블랙풀 FC와의 경기에서 데뷔전을 치른다. 2:2로 비긴 경기에서 페널티 킥을 막아내 팀을 다음 라운드로 이끌었다. 그러나 마노네의 반즐리 FC 생활은 행복만 가득하지는 않았다. 리그 데뷔를 기록한 프레스턴 노스 엔드와의 9월 22일 경기에서 교체투입되나 걷어낸 크로스가 상대팀에 떨어져 결승골로 이어져 패배를 기록한다. 다음 경기 루튼 타운과의 경기에서 크로스를 떨어트려 실점했다. 무릎 부상을 입은 이후 2006년 10월 23일 치료를 위해 기간을 다 채우지 못하고 팀으로 복귀한다.

### 2007-08 시즌
2007년 여름, 스코틀랜드 프리미어리그로 임대된다는 루머가 돌았으나 성사되지 않았다. 리그컵에서 우카시 파비안스키의 후보 선수로 대기했다. 그러나 대회의 마지막 5경기 모두 대기 명단에만 이름을 올렸으며 팀은 4강전에서 북런던 라이벌 토튼햄 핫스퍼에게 탈락하고 만다. 2007년 12월 19일 팀과 새로운 장기계약을 체결했다. 2008년 4월 19일 레딩 FC와의 홈경기에서 리그 처음으로 후보명단에 이름을 올리나 옌스 레만이 풀타임 출전함으로써 출장하지는 못했다. 경기는 팀의 2:0 승리로 끝났다.

### 2008-09 시즌
옌스 레만 골키퍼가 2008년 여름에 팀을 떠나, 마노네는 마누엘 알무니아, 파비안스키에 이어 아스날의 세 번째 골키퍼가 되었다.
시즌이 시작하면서 등번호도 40번에서 24번으로 바뀌었다. 24번 등번호의 원래 주인인 마누엘 알무니아는 1번 등번호를 받았다. 2008년 7월 19일, 2:1로 승리한 바넷 FC와의 프리시즌 친선경기에서 후반전 투입되어 실점하지 않았다. 2008년 여름 아스날 1군에서 후반전 교체로 총 4경기를 뛰었다. 2008-09 시즌 마지막 경기인 스토크 시티 FC와의 홈경기에서 1군 데뷔전을 치렀으며 팀은 4:1 승리를 거두었다.

### 2009-10 시즌
팀내 No.1 골키퍼인 마누엘 알무니아와 후보 골키퍼 우카시 파비안스키가 모두 부상을 당해, 마노네는 첫 챔피언스리그 선발 출전을 2009년 9월 16일 첫 조별리그 경기인 스탕다르 리에주전에서 기록한다. 시작 5분만에 2골을 연달아 실점하는 최악의 출발을 기록하나, 니클라스 벤트너, 토마스 베르마엘렌, 에두아르두의 골로 3:2 역전승을 거두었다.
두 번째 리그 출전은 9월 19일 위건 애슬레틱전에서 기록했다. 팀은 4:0 승리를 거두었고 마노네는 무실점으로 경기를 마쳤다.
9월 26일 1:0으로 승리를 거둔 풀럼 FC 크레이븐 코티지 원정경기에서도 출전해 무실점으로 경기를 마쳤다. 이 경기에서 여러차례 눈부신 선방을 기록해 경기가 끝난 후 인생 최고의 경기였다고 스스로 밝혔다. 9월 29일 챔피언스리그 올림피아코스 FC전에도 출전해 팀의 2:0 승리에 기여하며 무실점 행진을 이어갔다. 10월 17일 기존의 주전 골키퍼였던 마누엘 알무니아가 복귀했음에도 선발출전하며 마노네는 마누엘 알무니아 이후의 주전은 나라는 자신감을 얻게 되었다. 2010년 1월 25일 새로운 장기계약을 맺으며 앞으로의 전망을 밝게 가져갔다.

### 2010-11 시즌 헐 시티로의 임대
2010년 10월 18일 챔피언십리그 헐 시티 AFC로 2011년 1월 3일까지 임대된다. 10월 27일 헐 시티에서의 첫 출전을 스컨소르프와의 리저브 경기에서 기록해 3:0 승리에 기여했다. 팀 데뷔전은 11월 13일 프레스턴 노스 엔드와의 경기에서 무실점 하며 2:0 승리로 가졌다. 입스위치 타운과 1:0으로 끝난 경기에서 또 다른 무실점을 기록했다. 헐 시티에서 총 7경기에 출전해 4번의 무실점 경기를 기록했으며 레딩 FC상대로 페널티 킥을 막아내는 활약을 보이기도 했다. 12월 31일 허벅지 부상으로 아스날로 복귀했으나 다시 헐 시티로 시즌 끝까지 임대된다. 2011년 3월 5일 노팅엄 포레스트 FC에 1:0으로 승리한 경기에서 복귀전을 치렀다.

### 2011-12 시즌
아스날로 돌아와 두 폴란드 골키퍼, 슈제츠니와 파비안스키에 이어 팀내 3번째 골키퍼 역할을 맡는다. 2011-12 시즌 첫 출전은 2011년 12월 6일 챔피언스리그 올림피아코스전에서 부상당한 우카시 파비안스키를 대신해 출전해 기록하지만 팀은 3:1로 패배했다.

#### 2012년 헐 시티로의 재임대
2012년 1월 4일 헐 시티로 시즌 끝날 때까지 다시 임대된다. FA컵 3라운드 입스위치 타운 원정경기에서 첫 출전을 기록해 팀은 3:1 승리를 거두었다. 첫 리그 출전은 1:0 승리를 거둔 레딩 FC 원정경기였다. 이어 출전한 FA컵 4라운드에서 크롤리에게 0:1 충격적인 패배를 당한 경기에도 출전해 MVP를 받았다. 1월 31일 돈캐스터와 득점 없이 비긴 경기에서 무실점을 기록했다.

### 2012-13 시즌
기존 주전과 후보 골키퍼인 슈제츠니와 파비안스키가 모두 부상으로 결장함에 따라 마노네가 자연스레 주전 골키퍼가 되어 스토크 시티 FC와 0:0으로 비긴 경기와 안필드에서 열린 리버풀FC전 모두 풀타임 출장해 무실점을 기록했다. 9월 23일 1:1로 비긴 맨체스터 시티전 역시 출전했다. 이 기간 보여줬던 괜찮은 모습으로 계속 부상에 신음하는 우카시 파비안스키 대신 후보 골키퍼 자리를 노리고 있으며 주전 골키퍼인 슈제츠니와도 주전 경쟁을 마칠 준비가 끝났다고 밝혔다.

### 2013-14 시즌
선덜랜드 AFC로 이적했다.

### 2014-15 시즌
시즌 초반에는 주전 자리를 지켰지만 사우스햄튼전 대패 이후 후보 골키퍼가 되었다.

## 국가대표 경력
2009년 11월 13일, 이탈리아 21세 이하 대표팀, 헝가리전에서 데뷔전을 기록했으며 2011 유럽 21세 이하 대표팀 선수권 대회에서 7경기에 출전했다.

## 기록
2017년 5월 20일 기준임
| 팀             | 시즌          | 리그 | 리그 | 컵   | 컵 | 유럽 대회 | 유럽 대회 | 통산 | 통산 |
| 팀             | 시즌          | 출장 | 골   | 출장 | 골 | 출장      | 골        | 출장 | 골   |
| -------------- | ------------- | ---- | ---- | ---- | -- | --------- | --------- | ---- | ---- |
| 반즐리 (임대)  | 2006-07 시즌  | 2    | 0    | 2    | 0  | –         | –         | 4    | 0    |
| 아스널         | 2007-08 시즌  | 0    | 0    | 0    | 0  | 0         | 0         | 0    | 0    |
| 아스널         | 2008-09 시즌  | 1    | 0    | 0    | 0  | 0         | 0         | 1    | 0    |
| 아스널         | 2009-10 시즌  | 5    | 0    | 0    | 0  | 3         | 0         | 8    | 0    |
| 아스널         | 2010-11 시즌  | 0    | 0    | 0    | 0  | 0         | 0         | 0    | 0    |
| 헐 시티 (임대) | 2010-11 시즌  | 10   | 0    | 0    | 0  | –         | –         | 10   | 0    |
| 헐 시티 (임대) | 2011-12 시즌  | 21   | 0    | 2    | 0  | –         | –         | 23   | 0    |
| 아스널         | 2011-12 시즌  | 0    | 0    | 0    | 0  | 1         | 0         | 1    | 0    |
| 아스널         | 2012-13 시즌  | 9    | 0    | 0    | 0  | 4         | 0         | 13   | 0    |
| 아스널 통산    | 아스널 통산   | 15   | 0    | 0    | 0  | 8         | 0         | 23   | 0    |
| 선덜랜드       | 2013-14 시즌  | 29   | 0    | 7    | 0  | –         | –         | 36   | 0    |
| 선덜랜드       | 2014-15 시즌  | 10   | 0    | 3    | 0  | –         | –         | 13   | 0    |
| 선덜랜드       | 2015-16 시즌  | 19   | 0    | 1    | 0  | –         | –         | 20   | 0    |
| 선덜랜드       | 2016-17 시즌  | 9    | 0    | 2    | 0  | –         | –         | 11   | 0    |
| 선덜랜드 통산  | 선덜랜드 통산 | 67   | 0    | 13   | 0  | 0         | 0         | 80   | 0    |
| 경력 통산      | 경력 통산     | 115  | 0    | 17   | 0  | 8         | 0         | 140  | 0    |